# Hoplocorypha nigerica
Hoplocorypha nigerica är en bönsyrseart som beskrevs av Max Beier 1930. Hoplocorypha nigerica ingår i släktet Hoplocorypha och familjen Thespidae. Inga underarter finns listade i Catalogue of Life.